# ルフトハンザ・シティ航空
ルフトハンザ・シティ航空 (Lufthansa City Airlines) はミュンヘンに本拠を置くドイツの航空会社であり、ルフトハンザグループの地域航空会社である。

## 概要
2022年5月にFlugverkehrsbetrieb München GmbH（ミュンヘン航空交通運営株式会社）として設立され、9月にはCity Airlines GmbHに社名が変更された。
2023年6月に航空運送事業許可(AOC)を取得した。10月にはブランド名を「ルフトハンザ・シティ」とし、2024年夏よりエアバスA319にて運航開始することを発表。11月からは、乗務員の募集を開始した。
同年12月にはグループ向けのボーイング737-8 MAXやエアバスA320ファミリーのオプションとともに、同社向けのエアバスA220-300を確定40機、オプション20機の計60機を発注した。
2024年1月に、社名を現行のLufthansa City Airlines GmbH（ルフトハンザ・シティ航空株式会社）に変更した。
2025年4月24日より航空券の販売を開始。またエアバスA320neoを導入することも発表された。そして同年6月26日にミュンヘン発バーミンガム行きVL2508便より、ルフトハンザ・シティ航空が運航開始した。
将来的に同社はルフトハンザ・シティーラインの置き換えや、フランクフルト発着便の運航、スターアライアンスへの加盟を予定している。

## 就航都市
| ルフトハンザ・シティ航空 就航都市（2025年7月現在） | ルフトハンザ・シティ航空 就航都市（2025年7月現在） | ルフトハンザ・シティ航空 就航都市（2025年7月現在） | ルフトハンザ・シティ航空 就航都市（2025年7月現在） | ルフトハンザ・シティ航空 就航都市（2025年7月現在） |
| -------------------------------------------------- | -------------------------------------------------- | -------------------------------------------------- | -------------------------------------------------- | -------------------------------------------------- |
| 国                                                 | 都市                                               | 空港                                               | 備考                                               |                                                    |
| ヨーロッパ                                         |                                                    |                                                    |                                                    |                                                    |
| ドイツ                                             | ミュンヘン                                         | ミュンヘン空港                                     | ハブ空港                                           |                                                    |
| ドイツ                                             | ベルリン                                           | ベルリン・ブランデンブルク国際空港                 |                                                    |                                                    |
| ドイツ                                             | ハンブルク                                         | ハンブルク空港                                     |                                                    |                                                    |
| ドイツ                                             | ハノーファー                                       | ハノーファー空港                                   |                                                    |                                                    |
| ドイツ                                             | ブレーメン                                         | ブレーメン空港                                     |                                                    |                                                    |
| ドイツ                                             | ミュンスター                                       | ミュンスター・オスナブリュック国際空港             |                                                    |                                                    |
| ドイツ                                             | デュッセルドルフ                                   | デュッセルドルフ空港                               |                                                    |                                                    |
| ドイツ                                             | ケルン                                             | ケルン・ボン空港                                   |                                                    |                                                    |
| イギリス                                           | ロンドン                                           | ロンドン・ヒースロー空港                           | 2025年10月26日より運航開始予定                     |                                                    |
| イギリス                                           | バーミンガム                                       | バーミンガム空港                                   |                                                    |                                                    |
| イギリス                                           | マンチェスター                                     | マンチェスター空港                                 |                                                    |                                                    |
| イギリス                                           | エディンバラ                                       | エディンバラ空港                                   |                                                    |                                                    |
| アイルランド                                       | ダブリン                                           | ダブリン空港                                       |                                                    |                                                    |
| フランス                                           | パリ                                               | パリ＝シャルル・ド・ゴール空港                     |                                                    |                                                    |
| フランス                                           | ボルドー                                           | ボルドー・メリニャック空港                         |                                                    |                                                    |
| スペイン                                           | バルセロナ                                         | バルセロナ＝エル・プラット空港                     |                                                    |                                                    |
| スペイン                                           | アリカンテ                                         | アリカンテ＝エルチェ・ミゲル・エルナンデス空港     |                                                    |                                                    |
| スペイン                                           | セビリア                                           | セビリア空港                                       |                                                    |                                                    |
| スペイン                                           | マラガ                                             | マラガ＝コスタ・デル・ソル空港                     | 2025年10月26日より運航開始予定                     |                                                    |
| スペイン                                           | パルマ・デ・マヨルカ                               | パルマ・デ・マヨルカ空港                           | 2025年10月26日より運航開始予定                     |                                                    |
| スペイン                                           | バレンシア                                         | バレンシア空港                                     | 2025年10月27日より運航開始予定                     |                                                    |
| ポルトガル                                         | ファロ                                             | ファロ空港                                         | 2025年11月12日より運航開始予定                     |                                                    |
| イタリア                                           | ローマ                                             | フィウミチーノ空港                                 |                                                    |                                                    |
| イタリア                                           | ナポリ                                             | ナポリ・カポディキーノ国際空港                     |                                                    |                                                    |
| イタリア                                           | カターニア                                         | カターニア＝フォンターナロッサ空港                 |                                                    |                                                    |
| ルーマニア                                         | ティミショアラ                                     | トライアン・ヴイア国際空港                         |                                                    |                                                    |
| ルーマニア                                         | ブカレスト                                         | アンリ・コアンダ国際空港                           |                                                    |                                                    |
| ブルガリア                                         | ソフィア                                           | ソフィア空港                                       |                                                    |                                                    |

## 機材
| 機材             | 運用数 | 発注数 | 座席数 | 備考                                      |
| ---------------- | ------ | ------ | ------ | ----------------------------------------- |
| エアバスA220-300 | -      | 40     | 148    | 20機のオプション付き 2026年末より導入予定 |
| エアバスA319-100 | 4      | -      | 150    |                                           |
| エアバスA320neo  | 6      | 5      | 180    | 2025年末までに導入予定                    |
| 計               | 10     | 45     |        |                                           |

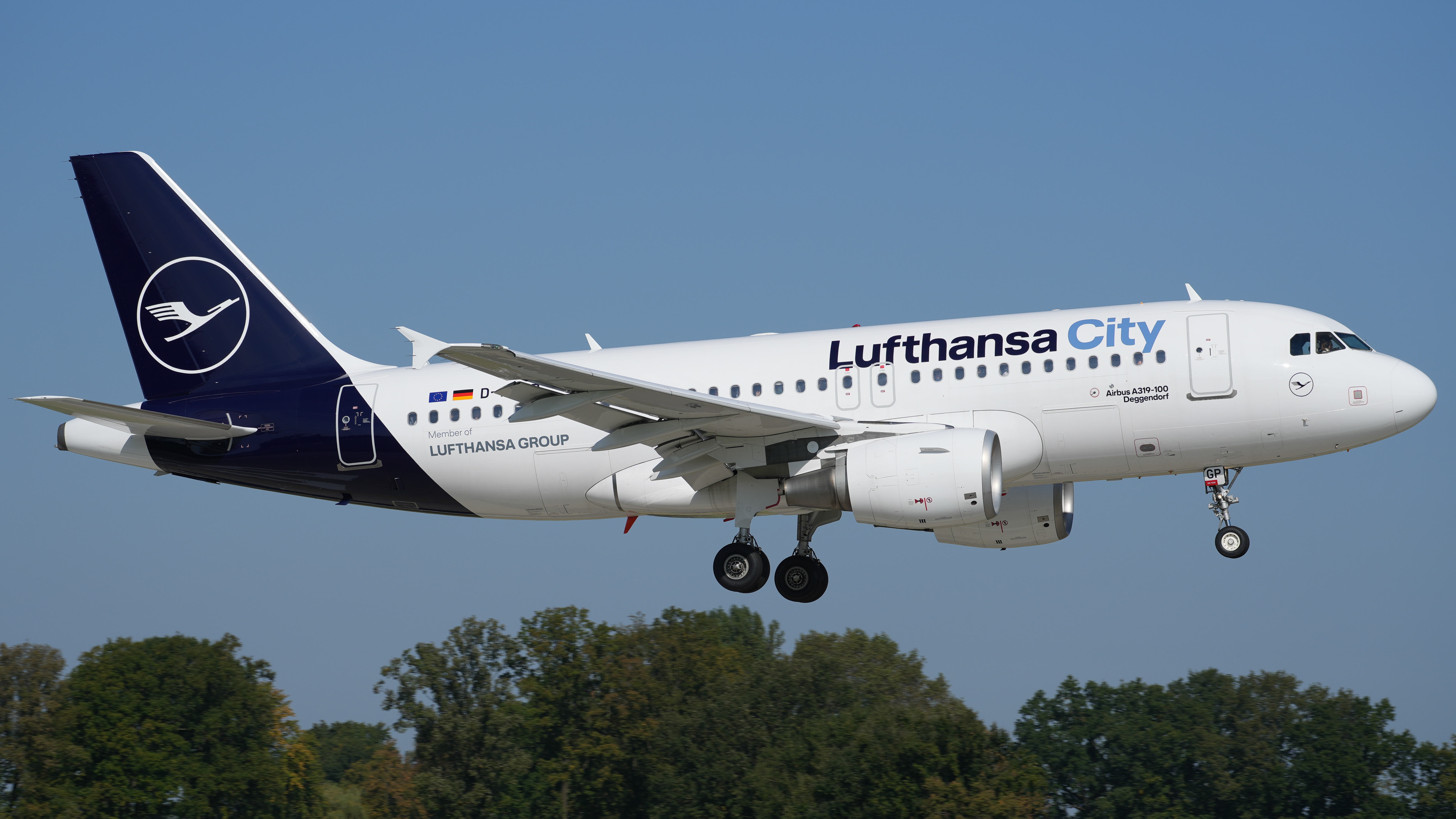
エアバスA319-100
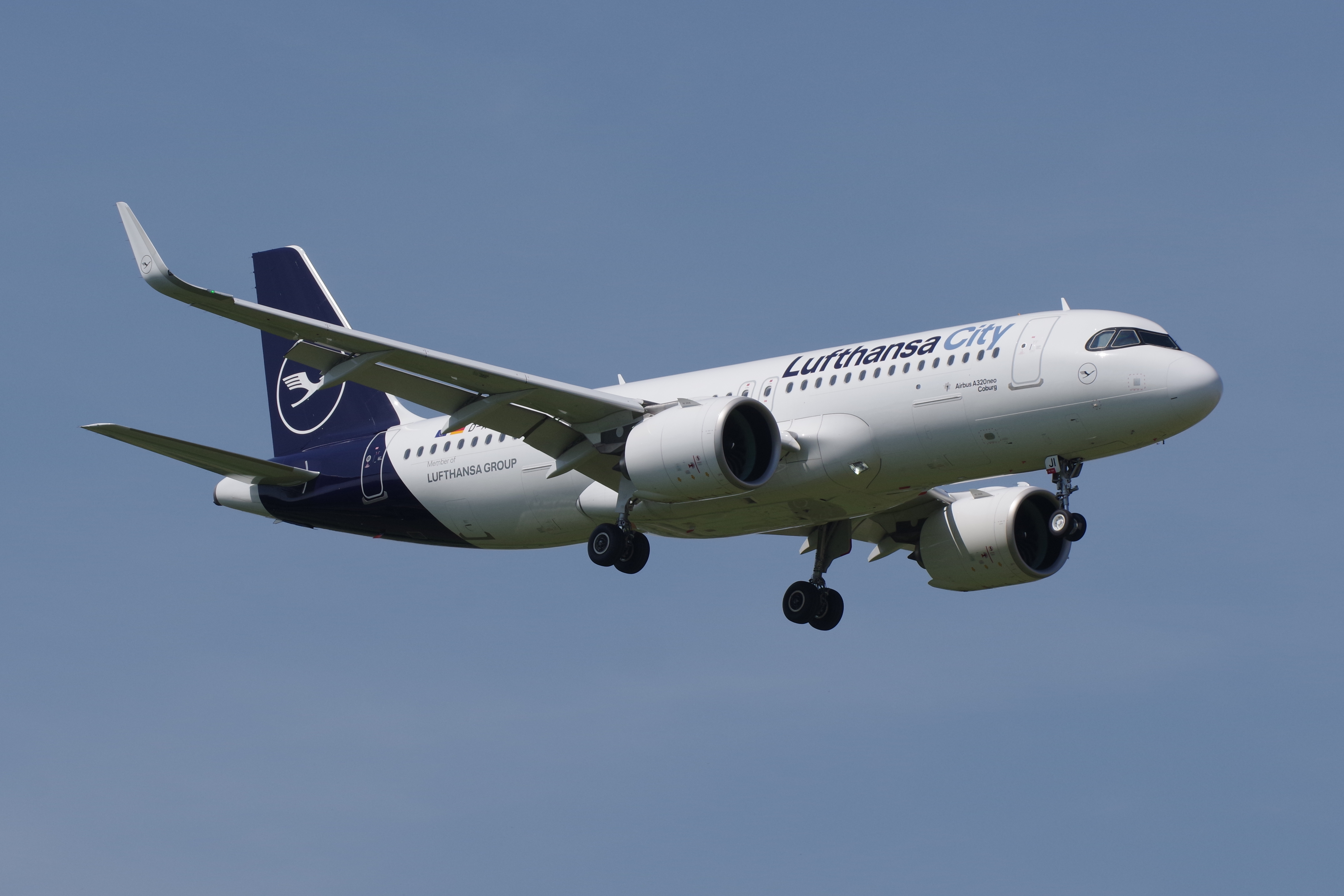
エアバスA320neo

## 提携航空会社
- ルフトハンザドイツ航空[26]